# 不只吉儿台吉
不只吉儿台吉（?—?），16世纪蒙古右翼多伦土默特部領主，达延汗之孙，阿尔苏博罗特长子，五乎囊台吉之兄，又作布齐吉尔。

## 生平
驻牧在山西西北偏关外六七百里之地。在山西水泉营和得胜堡二地与明朝互市。土默特部后来被他的堂兄弟俺答汗（不只吉儿台吉三伯父巴尔斯博罗特的次子）兼并。他的几个儿子后来跟随俺答汗西征，迁居到甘肃、青海一带。

## 子侄
1. 多罗土蛮把都儿黄台吉，其子威正雅拜台吉
2. 麦力哥台吉
3. 著力兔歹成台吉
4. 火落赤
5. 克登台吉

- 侄子：不禄慎台吉，五乎囊台吉之子，其子阿罗赖台吉
- 侄子：克臭台吉，五乎囊台吉之子